# Рифт Мертвого моря

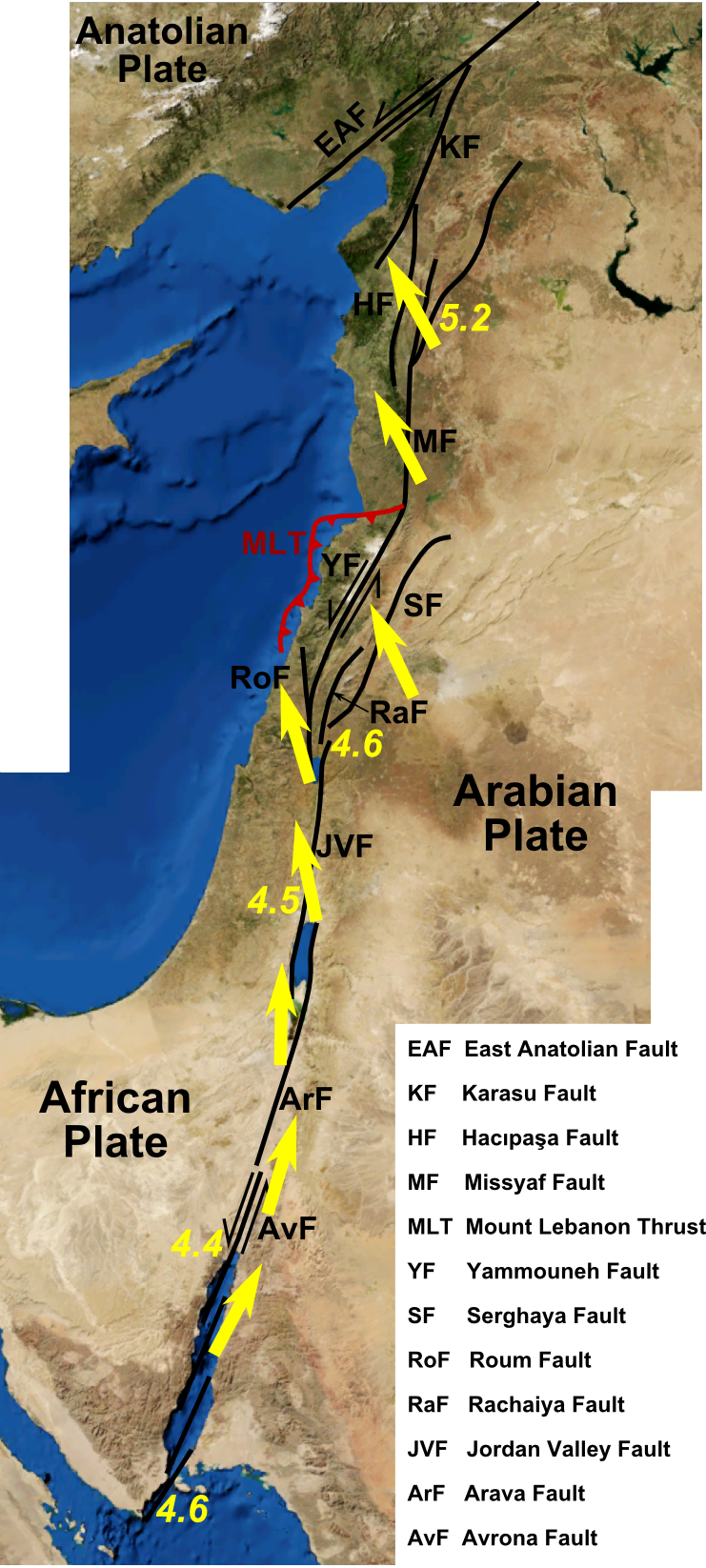
Карта Рифту Мертвого моря, що показує основні сегменти розломів і рух Аравійської плити відносно Африканської за даними GPS

Система трансформаційних розломів Мертвого моря (англ. Dead Sea Transform, DST) або Рифт Мертвого моря — серія розломів, що прямують близько 1000 км від трійника Мараш (сполучення зі Східно-Анатолійським розломом на південному сході Туреччини) до північного кінця рифту Червоного моря (неподалік від південного краю Синайського півострова).
Система розломів утворює трансформаційний розлом між Африканською плитою на заході та Аравійською плитою на схід. 
Це зона лівобічного трансформаційного розлому, що означає відносні рухи двох плит.
Обидві плити рухаються в загальному північно-північно-східному напрямку, але Аравійська плита рухається швидше, в результаті чого спостерігаються лівосторонні рухи вздовж розлому приблизно 107 км на її південному кінці. 
Розширення також присутнє у південній частині розлому, що сприяло серії рифтів, утворюючи басейни Акабської затоки, Мертвого моря, Галілейського моря та Хула. 
Рифт впливає на стримуючий вигин Лівану, що веде до підняття по обидва боки долини Бекаа. 
У найпівнічнішій частині системи розломів спостерігається локальне перенапруження, утворюючи рифтовий басейн Габ. 
Система розломів проходить приблизно вздовж політичного кордону Ізраїлю, Йорданії та Лівану.

## Тектонічна інтерпретація
Система розломів DST зазвичай вважається трансформаційним розломом, який врахував зміщення Аравійської плити на 105 км на північ.
Ця інтерпретація ґрунтується на спостереженні за маркерами зміщення, такими як річкові тераси, балки та археологічні об’єкти, які дають швидкість горизонтального ковзання в кілька мм на рік протягом останніх кількох мільйонів років.
Дані GPS дають аналогічні швидкості сучасного руху Аравійської плити відносно Африканської.
Також було запропоновано, що зона розлому є рифтовою системою, яка є початковим центром океанічного спредингу, північним розширенням рифту Червоного моря. 

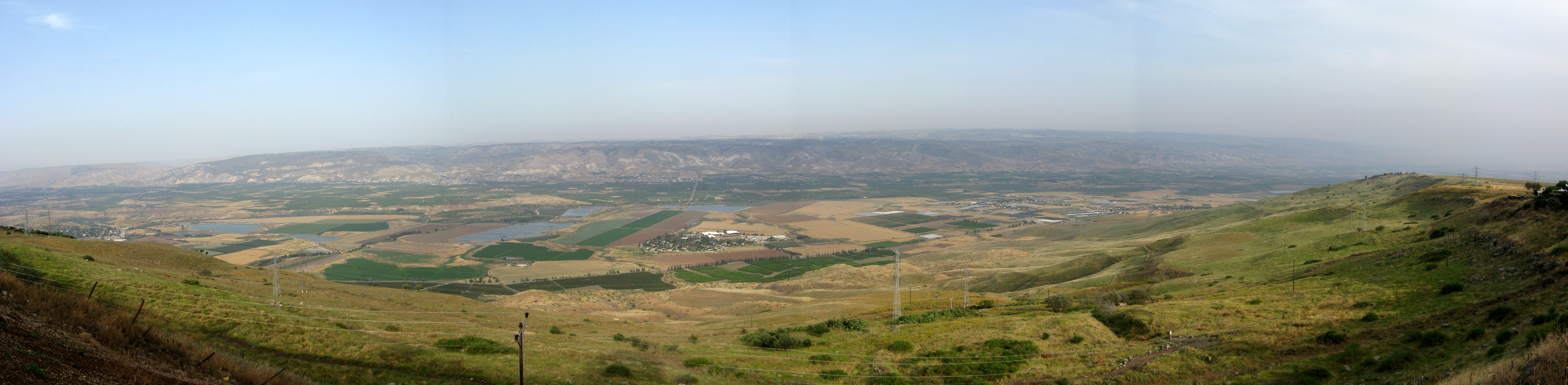
Панорама Йорданської долини

## Розвиток
Рифт Мертвого моря почав формуватися під час пізнього еоцену з епейрогенним рухом у регіоні, з початком фази розломів, яка почалася в олігоцені та тривала в міоцені.
У ранньому та середньому міоцені (23–11,6 млн. років) відбулася зміна в русі плит, і рифтинг у Суецькій затоці припинився. 
Початкова фаза рифтингу на північ досягла аж до південного Лівану, за якою послідував період у пізньому міоцені, де триваюче переміщення через межі плити відбувалося в основному за рахунок укорочення в Пальмірському складчастому поясі. 
Загальне зміщення для цієї ранньої фази руху було оцінено в 64 км. 
У пліоцені DST знову поширювався на північ через Ліван до північно-західної Сирії, перш ніж досягти Східно-Анатолійського розлому.

## Поділ

### Південна ділянка
Південна ділянка DST має довжину близько 400 км і простягається від центру спредингу в Червоному морі на південному кінці Акабської затоки до півночі басейну Хула на півдні Лівану.

#### Акабська затока
Акабська затока була створена рухом на чотирьох лівосторонніх сегментах розломів у діагональній ступінчастій послідовності, відомій як пеленг. 
У областях, де ці сегменти перекриваються, розвинулися рифтові басейни, утворюючи три батиметричні низовини, відомі як глибина Дака, Арагонська глибина та глибина Елат. 
Частини трьох із цих розломів розірвалися під час землетрус в Акабській затоці 1995 року

#### Ваді-Араба
Сегмент Ваді-ель-Араба DST простягається приблизно на 160 км від затоки Акаба до південного краю Мертвого моря.
Деякі науковці ще більше розбили цей сегмент, визначивши два окремих сегменти, Аврона та Арава. 
Розлом Аврона простягається від північної частини Акабської затоки приблизно на 50 км уздовж долини Арава. 
Розлом Арава проходить на північ від сегмента розлому Аврона приблизно на 100 км.
Швидкість ковзання 4±2 мм на рік була оцінена зміщенням ярів поперек розлому. 
Задокументовано чотири сильні землетруси, які сталися через рух на цьому розломі за останні 1000 років: в 1068, 1212, 1293 та 1458 роках.

#### Басейн Мертвого моря
Мертве море утворюється в басейні, що розривається, через лівобічний зсув між сегментами Ваді-Араба та долиною Йордану. Ділянка басейну з осадовим заповненням понад 2 км має довжину 150 км і ширину в центральній частині 15-17 км. 
На півночі заповнення досягає максимальної товщини близько 10 км. 
Послідовність включає міоценові річкові пісковики формації Хазева, перекриті товщею евапоритів пізнього міоцену до раннього пліоцену, головним чином галіту, формацію Седом і озерно-річкову цілісність пліоцену до недавнього віку.

#### Розлом Йорданської долини
Йорданська рифтова долина DST, тягнеться приблизно на 100 км від північно-західної частини Мертвого моря до південно-східної частини Галілейського моря вздовж долини Йордану. 
За останні 47 500 років швидкість ковзання становила від 4,7 до 5,1 мм на рік. 
Вважається, що весь сегмент зазнав рифтогенезу під час землетрусу в 749 році та знову в 1033 році, останнього сильного землетрусу вздовж цієї структури. 
Дефіцит ковзання, який накопичився після події 1033 року, є достатнім, щоб викликати землетрус силою Mw ~7,4.

#### Басейн Галілейського моря
Басейн Галілейського моря або басейн Кінерет — відгалуження, утворене між розломом Йорданської долини вздовж його східного краю та низкою менших розломів на півночі. 
Центральне місце найглибшого осадового заповнення басейну (його «депоцентр») лежить на східній стороні, проти продовження розлому долини Йордану. Товщина заповнення оцінюється як 3 км до найглибшого сейсмічного відбиття, що співвідноситься з верхньою частиною базальтового шару, який був екструдований близько чотирьох мільйонів років тому.

#### Басейн Хула
Рифтовий басейн Хула розташований на північ від басейну Галілейського моря і утворений між кількома короткими сегментами розломів. 
Нині активна частина басейну відносно вузька.
Західний приграничний розлом Хула визначає західну сторону басейну і розгалужується на північ на кілька розломів, включаючи розлом Роум і розлом Яммуне. 
Східний приграничний розлом Хула продовжується на північ від північно-східної частини Галілейського моря, утворюючи східний край басейну та згодом з’єднуючись із розломом Рачайя.

### Стримуючий вигин Лівану
DST розповсюджується в межах зони стримуючого вигину з розпізнаванням кількох окремих активних сегментів розлому.

#### Розлом Яммуне
Розлом Яммуне є провідним розломом у межах Ліванського стримувального вигину, що несе більшу частину зміщення межі плити. 
Він простягається на SSW-NNE і прямує приблизно на 170 км від північно-західного кінця басейну Хула до його з’єднання з розломом Міссяф. 
Тут було кілька великих історичних землетрусів, таких землетрус 1202 року в Сирії. 
Розрахункова середня швидкість ковзання вздовж розлому Яммуне становить від 4,0 до 5,5 мм на рік, з інтервалом повторення великих землетрусів 1020–1175 років. З 1202 року не було жодного сильного землетрусу.

#### Розлом Руму
Розлом Рум відгалужується від розлому Яммуне в північно-західній частині басейну Хула. Звідти його можна простежити на північ протягом приблизно 35 км, перш ніж він стане нечітким. Рух по цьому розлому пов'язують із землетрусом у Галілеї 1837 року . Швидкість ковзання оцінюється в 0,86–1,05 мм на рік.

#### Рачайсько-Сергайські розломи
Ця зона розломів складається з двох основних смуг розломів, розломів Рачая і Сергая. 
Розлом Сергая відгалужується від східного приграничного розлому Хула, прямуючі на північний схід, на південь від гори Гермон, до хребта Антиліван, де він продовжується у напрямку SSW-NNE.
Розлом має швидкість ковзання близько 1,4 мм на рік. 
Вважається, що рух на цьому розломі відповідальний за землетрус у листопаді 1759 року. 
Розлом Рачайя також відгалужується від східного приграничного розлому Хула, прямує SSW-NNE, проходячи на північ від гори Гермон. 
Швидкість ковзання для цього розлому ще не була оцінена.

### Північна ділянка
Північна ділянка DST простягається від північного кінця розлому Яммуне до трійника зі Східно-Анатолійським розломом. Загальний тип деформації є транспресійним, відповідно до відносних рухів плити, визначених GPS-вимірюваннями.

#### Розлом Міссьяф
Цей сегмент розлому, також відомий як розлом Габ, проходить приблизно на 70 км від північного кінця розлому Яммуне до басейну Габ. 
Розрахункова швидкість ковзання для цього сегмента становить 6,9 мм на рік. 
Основні історичні землетруси, які, як вважають, відбулися вздовж цієї структури, це M > 7, землетруси 115 та 1170 рр. Починаючи з 1170 року не було зареєстровано жодного сильного землетрусу, що свідчить про те, що така подія назріла.

#### Басейн Габ
Басейн Габ утворився в пліоцені і вважається рифтом, який утворився внаслідок перекриття лівого ступінчастого зміщення між розломом Міссьяф і розломом Хаджипаша. 
Басейн має довжину близько 60 км і ширину 15 км. 
Ґрунтуючись на інтерпретації даних сейсмічного відбиття та проходженні однієї свердловини (Ghab-1), вважається, що заповнення басейну повністю від пліоцену до найновішого віку. 
У басейні є два головних депоцентри на північному та південному кінцях, розділених внутрішньобасейнальним підвищенням.

#### Розлом Хаджипаша
Розлом Хаджипаша простягається від басейну Габ до басейну Амук. 
Вважається, що він сприймає основну частину зміщення межі плити, пов’язаної з розломом Карасу. 
Великі землетруси в 1408 і 1872 роках були пов'язані з рухом на цьому розломі.

#### Розлом Карасу
Розлом Карасу або розлом Аманос має південно-західно-східний напрям і є частиною переходу від DST до Східноанатолійського розлому. 
Його швидкість ковзання становить від 1,0 до 1,6 мм на рік весь четвертинний період.
6 лютого 2023 року землетрус магнітудою 7,8 мав епіцентр в розломі Карасу, а також сегментів Пазарджик і Еркенек Східно-Анатолійського розлому. 
Також тут був епіцентр землетрусів магнітудою 7,5 та 7,2 в 521 та 1872 роках відповідно.